# Arsenal Naval de Kure
O Arsenal Naval de Kure (呉海軍工廠, Kure Kaigun Kōshō) foi um dos quatro principais estaleiros navais operados pela Marinha Imperial Japonesa, localizado no Distrito Naval de Kure em Kure, prefeitura de Hiroshima.

## História

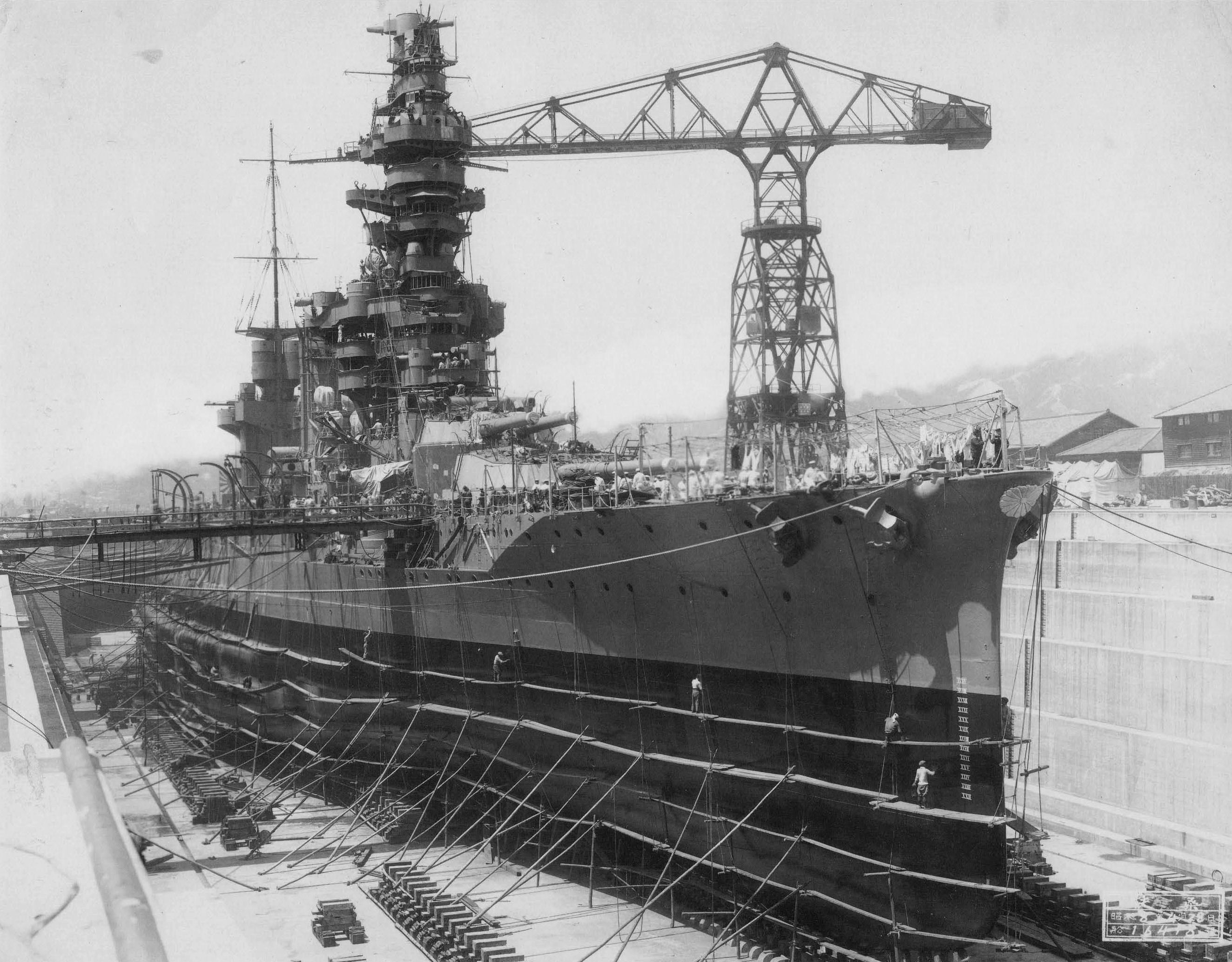
O Fusō passando por renovações em uma doca seca do Arsenal Naval de Kure, 28 de abril de 1933

O Distrito Naval de Kure foi estabelecido em 1889, começando no ano seguinte a trabalhar na construção e reparos de navios sob a supervisão do engenheiro francês Louis-Émile Bertin. Muitos dos equipamentos instalados foram transferidos do estaleiro de Onohama, perto de Kōbe. O cruzador Miyako foi a primeira embarcação construída no estaleiro em 1897.
Uma reorganização naval da marinha japonesa ocorreu em 1903 e os estaleiros foram oficialmente nomeados como o Arsenal Naval de Kure. Instalações industriais de munição, aço e outras indústrias pesadas foram estabelecidas em Kure com o objetivo de apoiar o estaleiro, muitas vezes com auxílio estrangeiro, principalmente do Reino Unido e França.
Kure emergiu como um dos quatro principais estaleiros do Império do Japão durante a década de 1930. Dentre as embarcações mais famosas construídas em suas instalações estão o Akagi, o primeiro porta-aviões japonês; o Yamato, o maior navio de guerra da história; e o I-168, submarino responsável por afundar o USS Yorktown na Batalha de Midway.
Por sua proeminência nas operações navais japonesas, o Arsenal Naval de Kure foi um dos principais alvos de ataques dos Estados Unidos durante a Segunda Guerra Mundial. Mais de setenta por cento de seus edifícios e equipamentos foram considerados destruídos além de reparos ao final do confronto, com aproximadamente 1900 trabalhadores tendo sido mortos. O estaleiro acabou entregue para uma firma civil após a guerra, com alguns de seus equipamentos sendo tomados pela Marinha dos Estados Unidos. Hoje o local é propriedade Japan Marine United.